# Palais Vrbnov
Le palais Vrbnov (en tchèque, Vrbnovsky palác ou Wrbnovský) également appelé maison Chotek est un monument situé dans la rue Loretánská dans le quartier du château de Prague dans la ville de Prague 1. Il est protégé en tant que monument culturel de la République tchèque . 

## Histoire

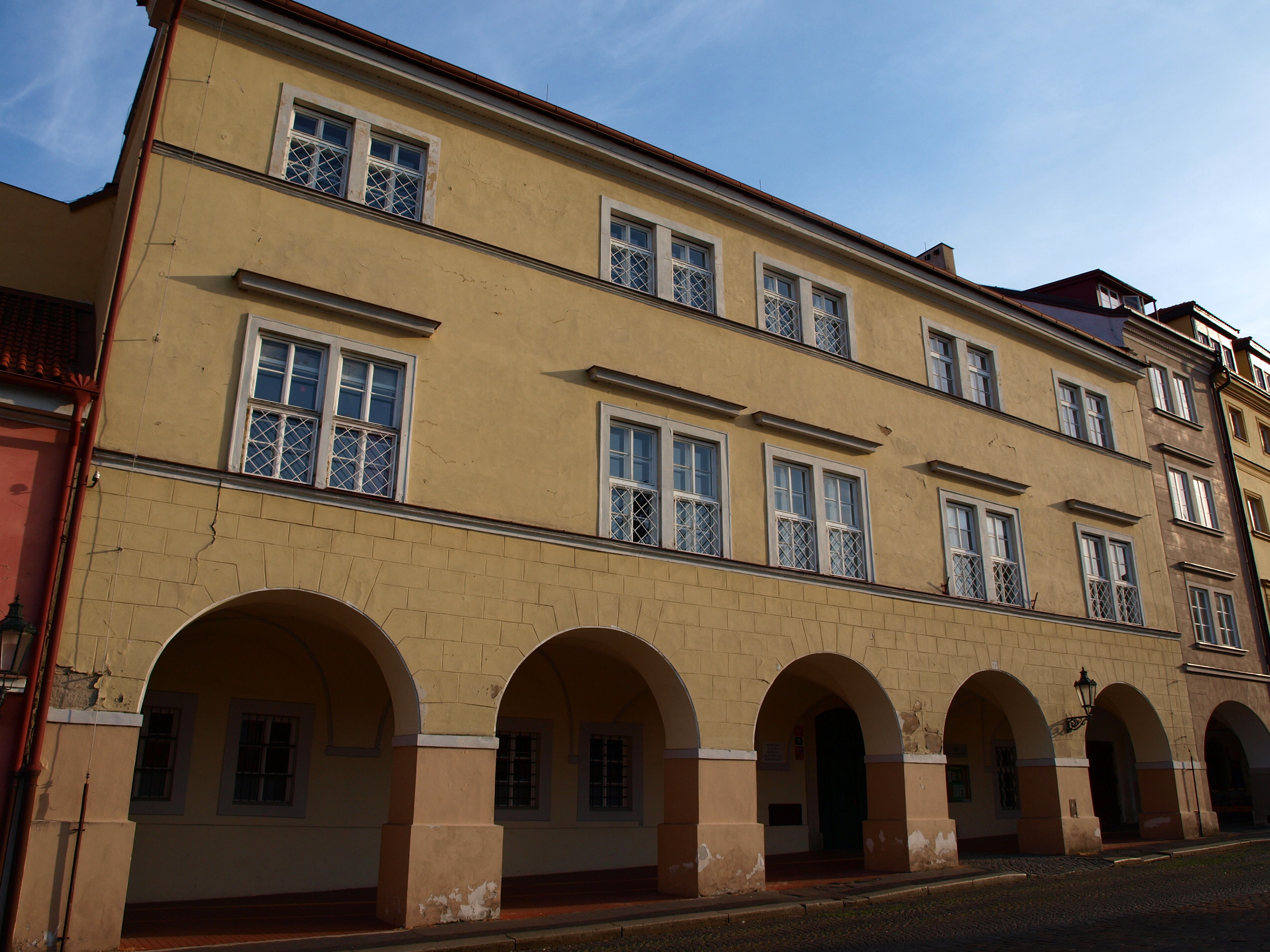
Palais Vrbnov

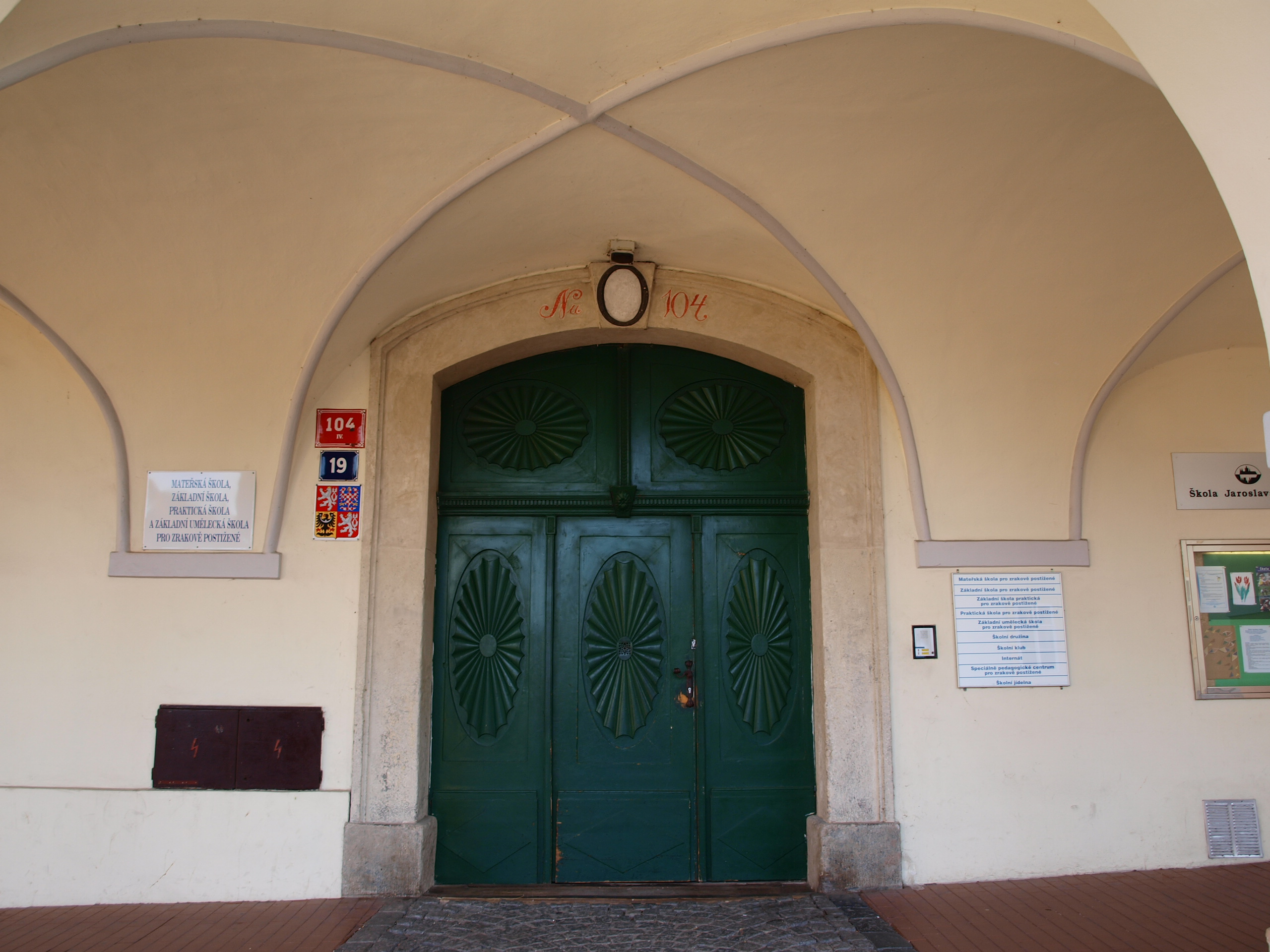
Entrée du palais

C'est à l'origine une maison de la Renaissance avec ses arcades puis ses modifications baroques (Jan František Bruntálský de Vrbno). En 1837, un institut pédagogique pour aveugles fut créé dans le palais et dans la maison voisine U kanóna (Loretánská 17/103). Il s'agit aujourd'hui de l'école publique Jaroslav Ježek - comprenant jardin d'enfants, école primaire, école pratique et école d'art primaire pour malvoyants. 